# Entourage (Omarion)
Entourage è il primo singolo di Omarion estratto dall'album 21.

## Informazioni
Il singolo ha debuttato nella Billboard Hot 100 solo alla 78ª posizione, ma nella chart Hot R&B/Hip-Hop Songs è andato assai meglio, piazzandosi alla 26ª. Nel regno Unito ha raggiunto la posizione n.76.
È disponibile un remix con 50 Cent chiamato  Ghetto Superstar (Entourage Remix), presente nel mixtape di 50 50's Back (Say Somethin Bitch).
Nel Regno Unito il singolo è stato ripubblicato il 28 maggio del 2007.
Nel video della canzone fa apparizione l attore e artista R&B Tyrese.

## Tracce

### UK

#### CD 1
1. Entourage (ALBUM VERSION)
2. The Truth

#### CD 2
1. Entourage (ALBUM VERSION)
2. The Making Of You
3. Entourage (VIDEO)

#### Vinile
1. Entourage (ALBUM VERSION)
2. Entourage (INSTRUMENTAL)
3. Entourage (a cappella)

#### CD singolo ripubblicato
1. Entourage (ALBUM VERSION)
2. Entourage (B&B SOUL BOY REMIX)
3. Entourage (WOOKIE REMIX)
4. Entourage (WOOKIE DUB)
5. Entourage (VIDEO)

#### Vinile ripubblicato
1. Entourage (ALBUM VERSION)
2. Entourage (B&B SOUL BOY REMIX))
3. Entourage  (B&B SOUL BOY REMIX INSTRUMENTAL)
4. Entourage (WOOKIE REMIX)
5. Entourage (WOOKIE DUB)
6. Entourage (ALBUM VERSION INSTRUMENTAL)